# John L. Bullion
John L. Bullion (* 23. Oktober 1944 in Washington, D.C.) ist ein amerikanischer Historiker.
Er wuchs in Dallas auf und studierte zunächst an der Stanford University (B.A. 1966), anschließend für kurze Zeit Rechtswissenschaft an der Harvard Law School und schließlich Geschichte an der University of Texas at Austin (M.A 1968, Ph.D. 1977). Seine Lehrtätigkeit begann er 1975 am Fachbereich für Geschichte der Southwest Texas State University. 1978 wechselte er zur University of Missouri-Columbia, wo er bis heute lehrt. Bullions Forschungsschwerpunkt ist zum einen die britische und amerikanische Geschichte zur Zeit des Siebenjährigen Kriegs und der Amerikanischen Revolution, außerdem ist er mit Arbeiten zur Präsidentschaft Lyndon B. Johnson hervorgetreten.

## Werke
- A Great and Necessary Measure: George Grenville and the Genesis of the Stamp Act, 1763-1765. University of Missouri Press, Columbia 1982. ISBN 0826203752
- In the Boat with LBJ. Republic of Texas Press, Plano TX 2001. ISBN 1556228805
- Lyndon B. Johnson and the Transformation of American Politics. Pearson Longman, New York 2007. ISBN 9780321383259
- George III, National Reform, and North America: "The True Essential Business of a King". The Edwin Mellen Press, Lewiston NY 2013. ISBN 9780773440791

| Personendaten    | Personendaten             |
| ---------------- | ------------------------- |
| NAME             | Bullion, John L           |
| KURZBESCHREIBUNG | amerikanischer Historiker |
| GEBURTSDATUM     | 23. Oktober 1944          |
| GEBURTSORT       | Washington, D.C.          |